# Altica ampelophaga
Altica ampelophaga es una especie de coleóptero de la familia Chrysomelidae, subfamilia Alticinae.
Fue descrita científicamente por primera vez en 1858 por Guérin-Méneville como Graptodera ampelophaga. En diversos lugares de España es nociva para la vid y recibe el nombre vulgar de corocha, lagarta o "coco de la viña", sobre todo la larva, mientras que al adulto se le llama pulgón de la vid.